# Бекард іржастий
Бекард іржастий (Pachyramphus cinnamomeus) — вид горобцеподібних птахів родини бекардових (Tityridae).

## Поширення
Вид поширений на півдні Мексики, Центральній Америці, в Колумбії, Еквадорі та на північному заході Венесуели. Його природним середовищем існування є субтропічні або тропічні вологі низинні ліси, субтропічні або тропічні вологі гірські ліси та сильно деградований колишній ліс.

## Опис
Дрібний птах, завдовжки 14 см і вагою 17-22 г. Оперення рудувато-коричневе, азнизу блідіше. Дзьоб і ноги сірі.

## Спосіб життя
Живиться комахами і павуками, інколи поїдає дрібні ягоди. Сферичне закрите гніздо з нижнім входом підвішене до гілки дерева на висоті 2,5-15 метрів над землею. У кладці 3-4 яйця. Інкубація триває 18-20 днів. Насиджує лише самиця, але самець допомагає годувати молодняк.

## Підвиди
Таксон містить чотири підвиди:
- Pachyramphus cinnamomeus fulvidior Griscom, 1932
- Pachyramphus cinnamomeus cinnamomeus Lawrence, 1861
- Pachyramphus cinnamomeus magdalenae Chapman, 1914
- Pachyramphus cinnamomeus badius Phelps & Phelps Jr, 1955